# بيتر هيرمان (ممثل تلفزيوني)
بيتر هيرمان (بالألمانية: Peter Hermann)‏ (و. 1967  م) هو ممثل تلفزي، وممثل أفلام، وكاتب، وممثل مسرحي، وكاتب سيناريو، ومنتج أفلام من ألمانيا، والولايات المتحدة، ولد في نيويورك، بدأ مشواره المهني سنة 1997.

## التعليم
تعلم في جامعة ييل
.

## وصلات خارجية
- بيتر هيرمان على موقع IMDb (الإنجليزية)
- بيتر هيرمان على موقع ألو سيني (الفرنسية)
- بيتر هيرمان على موقع أول موفي (الإنجليزية)
- بيتر هيرمان على موقع قاعدة بيانات برودواي على الإنترنت (الإنجليزية)
- بيتر هيرمان على موقع قاعدة بيانات الأفلام السويدية (السويدية)
- بيتر هيرمان على موقع إن إن دي بي (الإنجليزية)
- بيتر هيرمان على موقع قاعدة بيانات الفيلم (الإنجليزية)
- بيتر هيرمان على موقع كينوبويسك (الروسية)